# Stapelia asterias
Stapelia asterias är en oleanderväxtart som beskrevs av Mass.. Stapelia asterias ingår i släktet Stapelia och familjen oleanderväxter. Inga underarter finns listade i Catalogue of Life.